# الیکایی سانتا مارتا
الیکایی سانتا مارتا (نام علمی: Troglodytes monticola) نام یک گونه از سرده الیکایی‌های غارنشین است.